# Grand Coulee
Grand Coulee – miasto w Stanach Zjednoczonych, w stanie Waszyngton, w hrabstwie Grant.
Miejscowość leży niedaleko Zapory Grand Coulee.